# کنیچی اونو
کنیچی اونو (انگلیسی: Kenichi Ono؛ زادهٔ ۱۱ ژانویهٔ ۱۹۵۸) بازیگر، شخصیت‌های تلویزیونی در ژاپن، صداپیشگی اهل ژاپن است. وی از سال ۱۹۸۳ میلادی تاکنون مشغول فعالیت بوده‌است.